# District de Ranghulu
Le district de Ranghulu (让胡路区 ; pinyin : Rànghúlù Qū) est une subdivision administrative de la province du Heilongjiang en Chine. Il est placé sous la juridiction de la ville-préfecture de Daqing.